# سعيد سويدان
سعيد سويدان (مواليد 19 مايو 1997) لاعب كرة قدم إماراتي يجيد اللعب في الظهير الأيمن مع نادي النصر في دوري الخليج العربي الإماراتي.

## مسيرة اللاعب
مثل نادي النصر في الفئات السنية إلى أن وصل للفريق الأول في عام 2017 و أعير إلى نادي البطائح في عام 2022 و أعير إلى نادي حتا في عام 2023.